# Toni Stadler

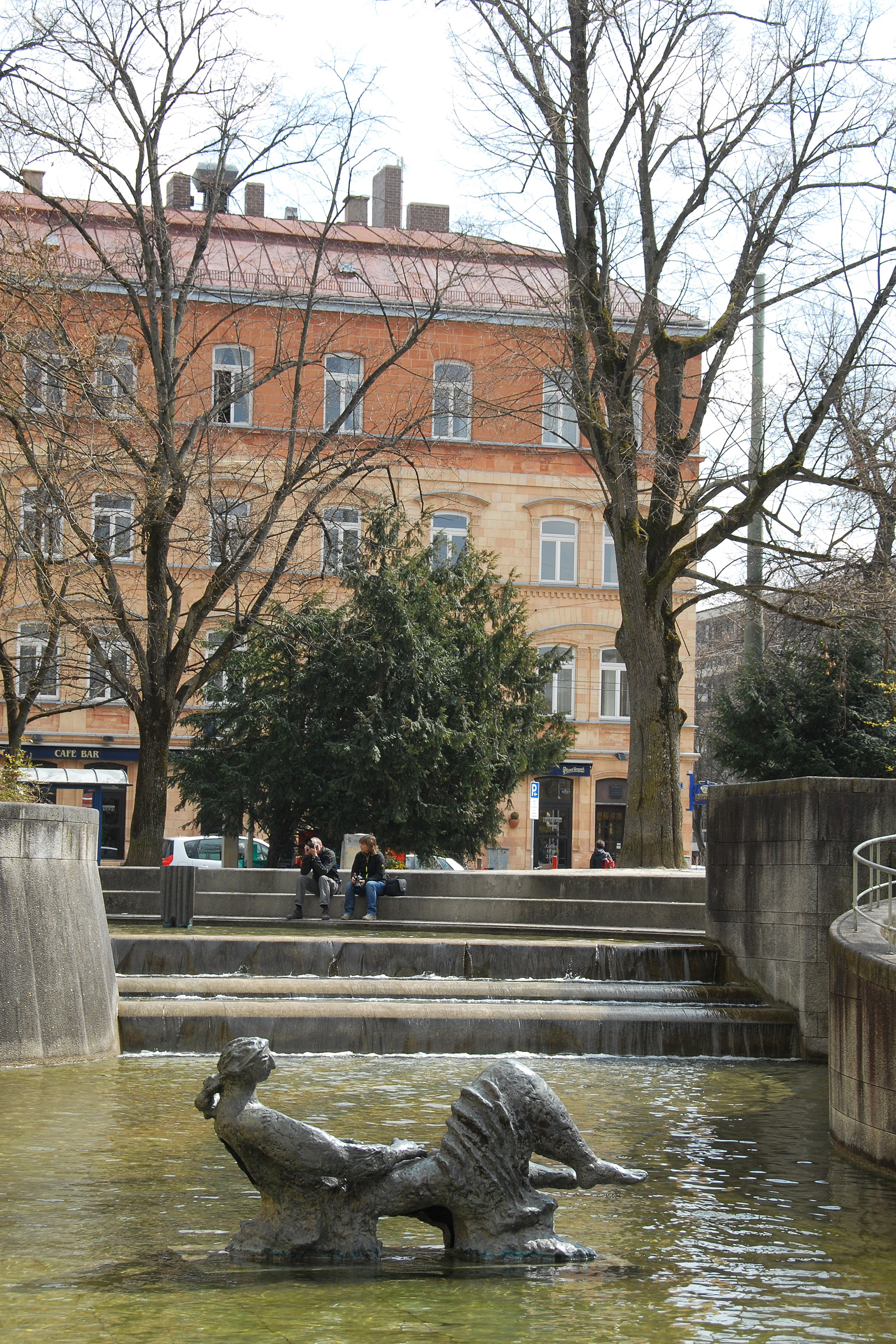
Aglaia, brons, 1961, framför Neue Pinakothek i München.

Toni Stadler, född 5 september 1888 i München, död där 5 april 1982, var en tysk skulptör och tecknare.
Toni Stadler var son till landskapsmålaren Anton von Stadler och elev till August Gaul i Berlin. Han utbildade sig också för Hermann Hahn på Königliche Kunstgewerbeschule i München och för Aristide Maillol i Paris. År 1942 blev han professor vid Städelschule i Frankfurt am Main och 1946–1958 var han professor vid Akademie der Bildenden Künste i München, där han ocksdå från 1953 var vice preses.
Toni Stadler var gift med Hedda von Kaulbach, dotter till målaren Friedrich August von Kaulbach.
Toni Stadler deltog i Documenta 1 i Kassel år 1955, Documenta II 1959 och också i Documenta III år 1964. Han 
fick år 1947 staden Münchens pris Förderpreis im Bereich Bildende Kunst der Landeshauptstadt München och vid två tillfällen Villa-Romana-Preis av Akademie der Künste i Berlin.

## Offentliga verk i urval
- Frauenbildnis, 1934, Lehmbruck-Museum i Duisburg
- Heinrich Heine-Brunnen, 1957-58, Dichtergarten i München
- Porträt Fräulein Hotter, 1958, Lehmbruck-Museum i Duisburg
- Kniende Figur - Eos, 1958, Lehmbruck-Museums skulpturpark i Duisburg
- Aglaia, brons, 1961, Skulpturenpark Pinakotheken i München
- Karl-Amadeus-Hartmann-Gedächtnisbrunnen, 1971, Maximiliansplatz i München

## Fotogalleri

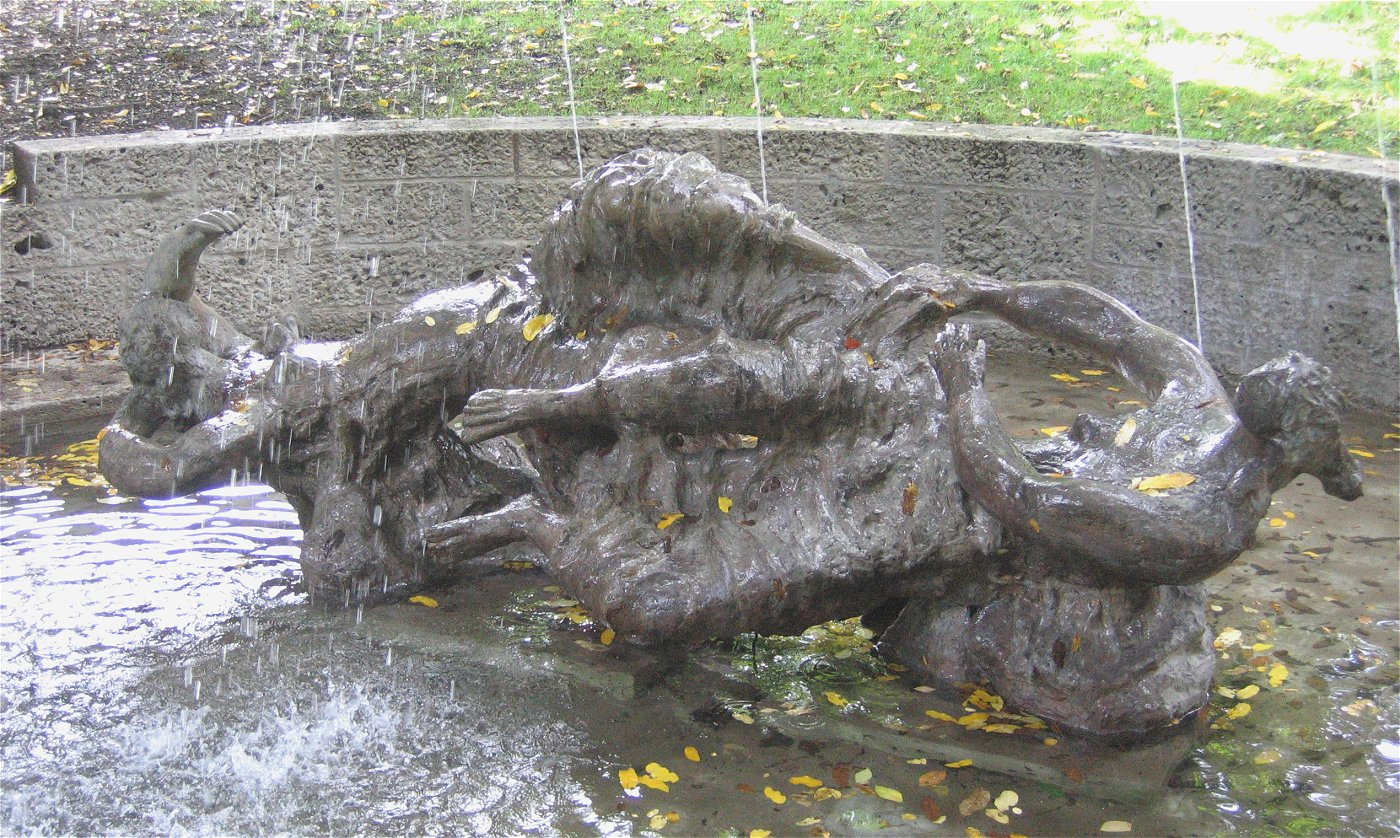
Karl Amadeus Hartmann-Brunnen i München
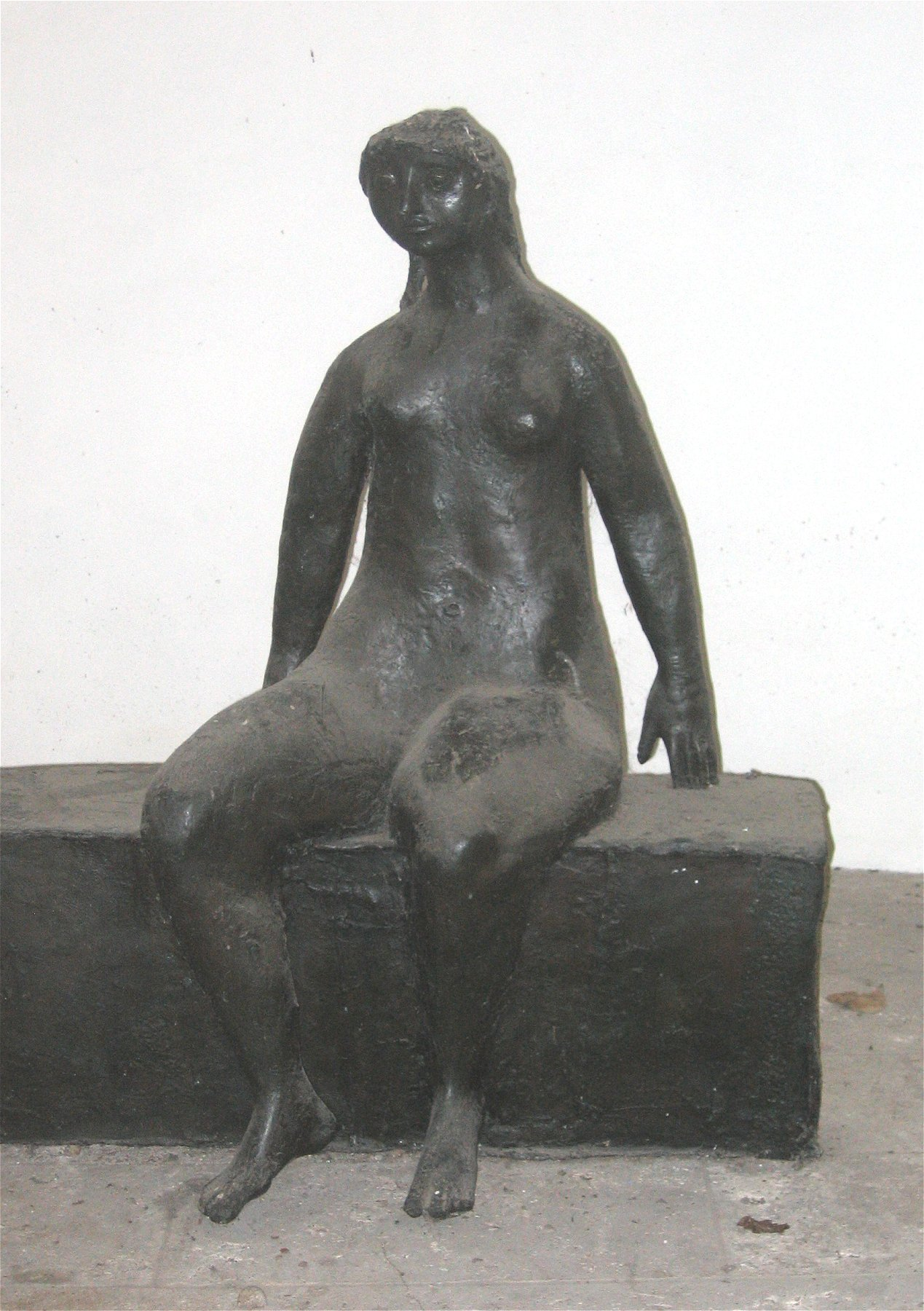
Minnesmärke över Heinrich Heine, brons, 1957-58, Dichtergarten i München
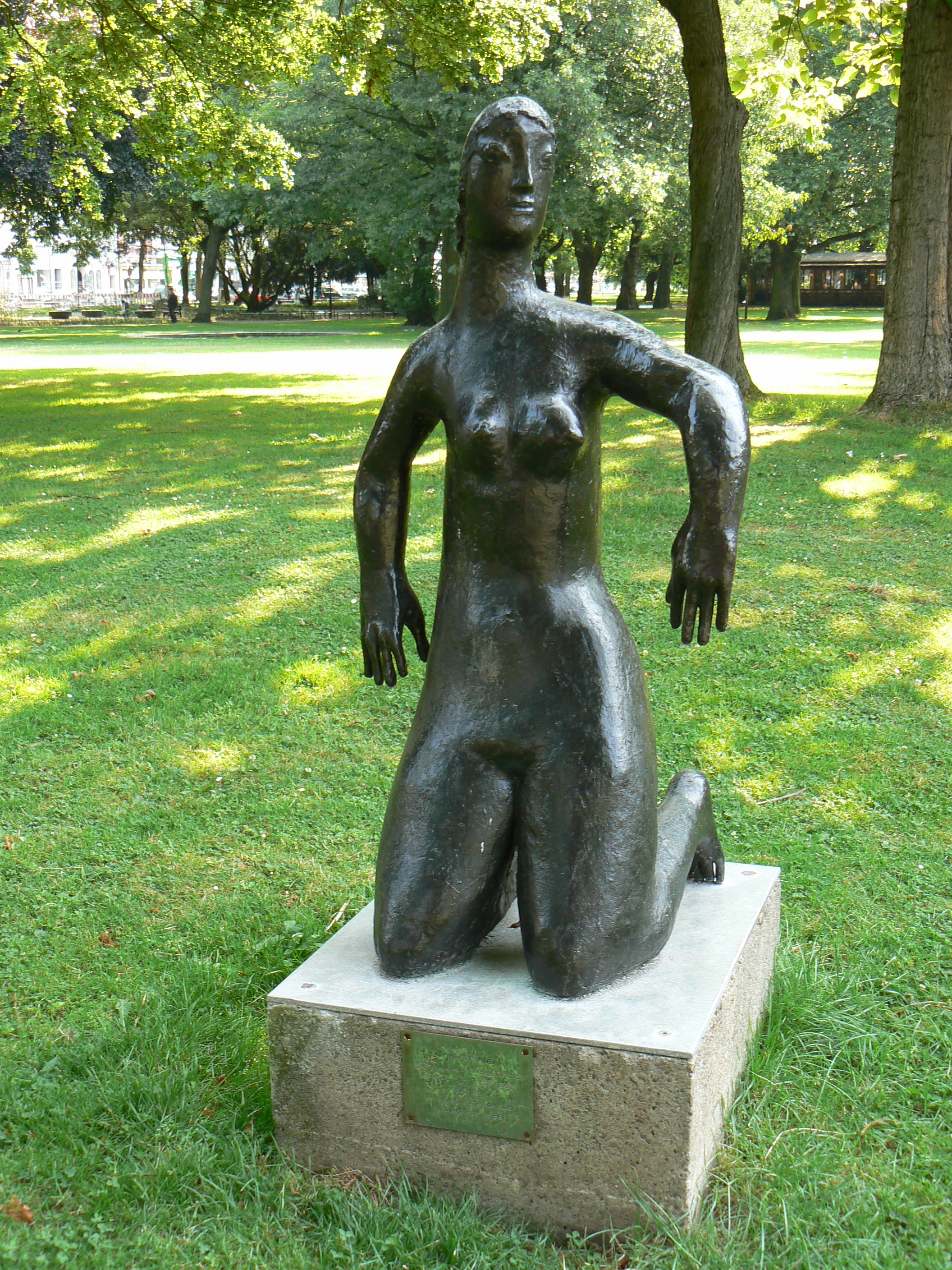
Knästående figur - Eos, 1958, Lehmbruck-Museum, Duisburg
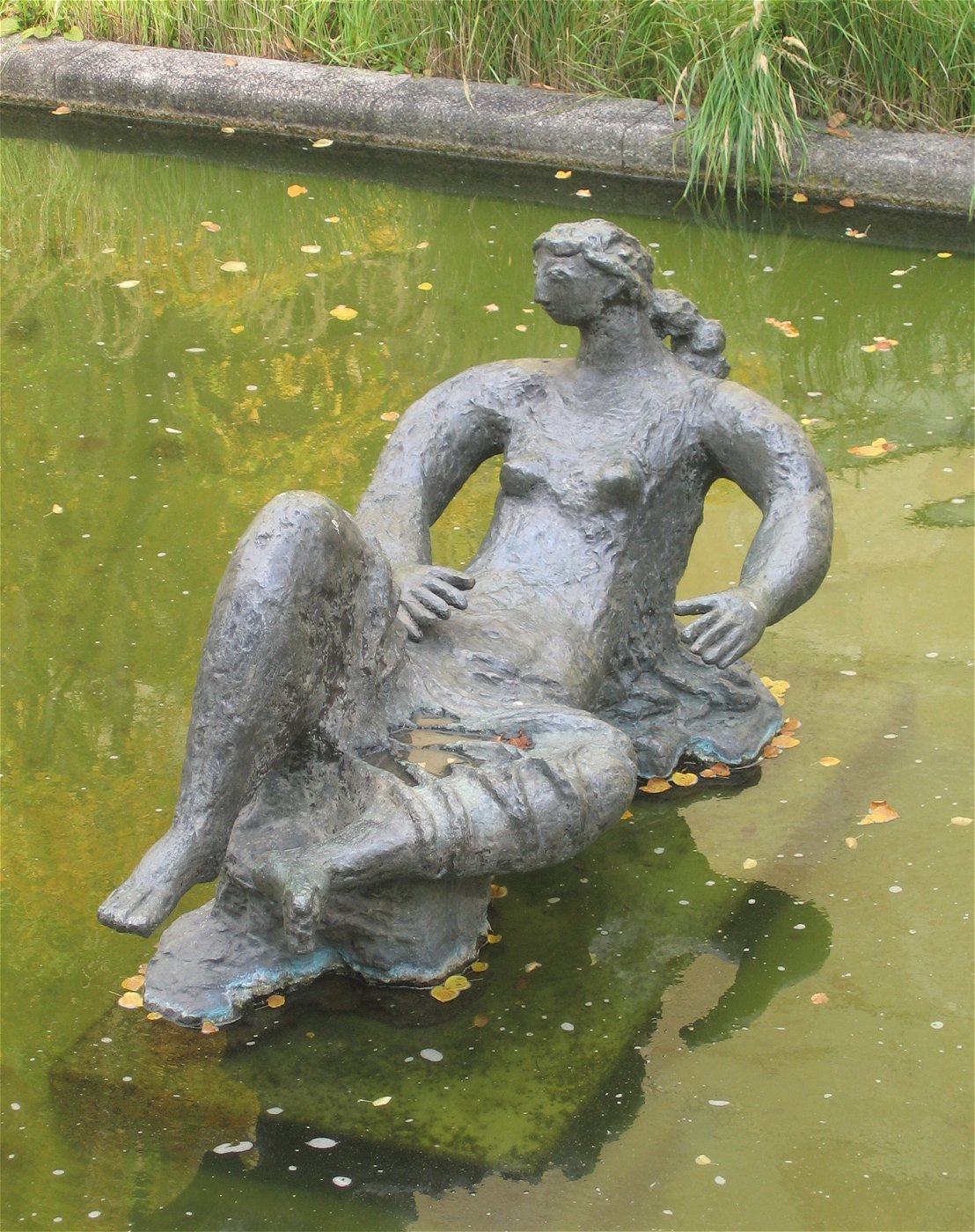
Aglaia, 1961, framför Neue Pinakothek i München